# Longwood House
Longwood House fu la residenza di Napoleone durante il suo esilio sull'isola di Sant'Elena. Bonaparte la occupò dal 10 dicembre 1815 al 5 maggio 1821, data della sua morte.
Dopo la morte dell'Imperatore, la villa tornò alla Compagnia Inglese delle Indie Orientali e poi alla corona inglese. Napoleone III la acquistò per la Francia nel 1858. Insieme alla villa comprò la valle in cui era stato sepolto il sovrano, già riportato in Francia dal 1840.
Oggi è di proprietà del Governo Francese assieme al Museo di Sant'Elena.

## Storia

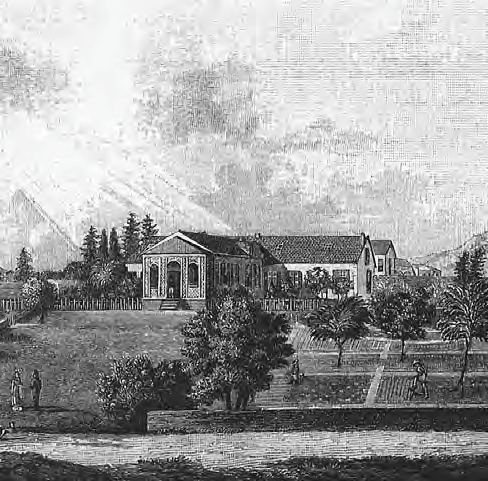
Longwood House fu la residenza di Napoleone a Sant'Elena dal 1815 sino alla sua morte nel 1821.

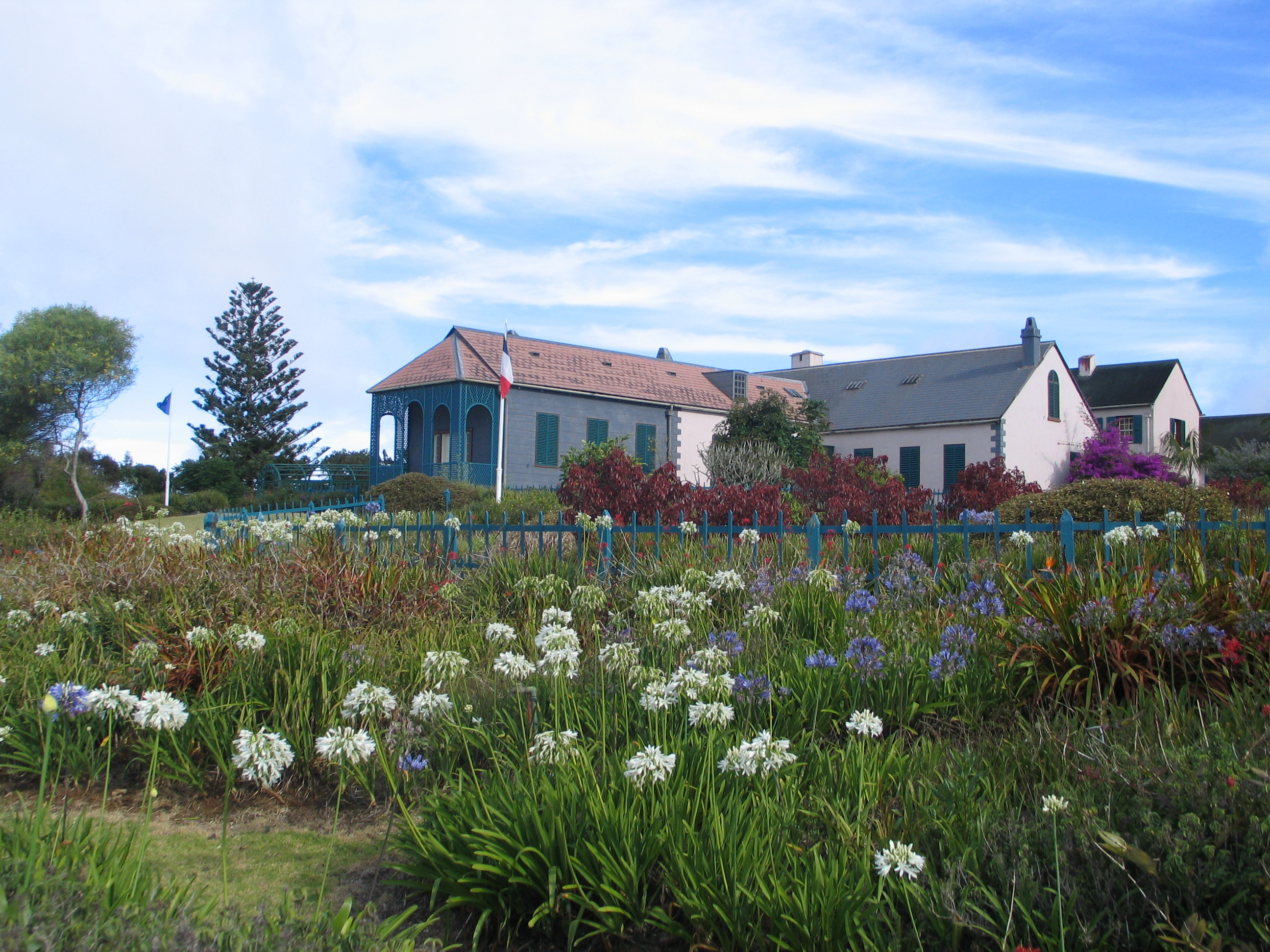
Longwood House nel 2008. Si nota il pennone con la bandiera francese, ad indicare che la villa e il giardino circostante sono di proprietà del Governo francese

Longwood "era originariamente una fattoria appartenente alla Compagnia delle Indie Orientali e venne successivamente assegnata come residenza di campagna del vice-governatore dell'isola." Venne destinata e riadattata ad uso di Napoleone nel 1815. Il governo inglese ad ogni modo ne riconobbe l'inadeguatezza ad ospitare l'ex imperatore ed il suo entourage e poco prima che questi morisse, aveva iniziato la costruzione di una nuova abitazione di fianco a quella esistente, casa che Bonaparte non occupò mai. Nel febbraio del 1818, il governatore Sir Hudson Lowe propose a Lord Bathurst di spostare Napoleone a Rosemary Hall, una casa che si era liberata e che era collocata in una parte più ospitale dell'isola, riparata dai venti ed ombreggiata. Ma le informazioni riportate dal generale Gourgaud a Londra spinsero lord Bathurst a mantenere Napoleone a Longwood House, che era più facile da controllare. Il riadattamento della casa ebbe inizio solo nell'ottobre del 1818, tre anni dopo l'arrivo di Napoleone sull'isola.

### Dopo la morte di Napoleone
A seguito della morte di Napoleone, Longwood House tornò in possesso alla Compagnia delle Indie Orientali e poi alla Corona britannica, e venne sfruttata per propositi d'agricoltura. Napoleone III, dal 1854, negoziò col governo britannico per poterla acquistare e farla divenire proprietà dello stato francese. Nel 1858 la transazione venne completata assieme alla "Valley of the Tomb", per una somma di 7100 sterline. L'abitazione venne posta sotto la tutela del Ministero degli Esteri francese che vi propose un residente per gestire le proprietà presenti. Nel 1959, il governo francese ricevette in dono da miss Mabel Brookes una terza proprietà, The Briars, luogo dove Napoleone trascorse i suoi primi due mesi di vita sull'isola in attesa che Longwood fosse pronta.
A causa di una invasione di termiti, negli anni '40 del Novecento il governo francese considerò la possibilità di demolire la struttura. New Longwood e Balcombe's House a The Briars vennero entrambe demolite in quest'epoca, ma Longwood House venne salvata, ed anzi venne restaurata. I gradini di pietra della parte frontale della casa sono l'unica parte rimasta intatta del progetto originario.
Nel 2006 Michel Dancoisne-Martineau donò l'area di una cascata al Saint Helena National Trust e due anni dopo, nel 2008, donò il terreno attorno a The Briars alla Francia.
Longwood House è oggi un museo di proprietà del governo francese. Essa è una dei due musei dell'isola, mentre l'altro è il Museo di Sant'Elena.